# Associazione Calcio Genova 1893 1944-1945
Questa voce raccoglie le informazioni riguardanti l'Associazione Calcio Genova 1893 nelle competizioni della stagione 1945.

## Stagione
In assenza di competizioni ufficiali, nei primi mesi del 1945 venne organizzata la Coppa Città di Genova.
Al torneo parteciparono, oltre al Genova, il Liguria, una squadra in rappresentanza della Marina Nazionale Repubblicana, rinforzata da alcuni elementi del Genoa come Vittorio Sardelli e Pietro Sotgiu, una della Kriegsmarine, che tra le sue file aveva anche il nazionale Wilhelm Hahnemann ed una selezione che riuniva i giocatori di Sestrese e Rivarolese, ovvero l'Itala.
La coppa fu vinta dal Genova 1893 all'ultima giornata di campionato, il 25 marzo, che si aggiudicarono lo scontro diretto con il Liguria, in quel momento in testa alla classifica con 13 punti e dunque sorpassato dai genovani in virtù di tale vittoria.
Il dirigente Antonio Lorenzo, da luglio seguente presidente del club, diede come premio per la vittoria del torneo 20.000 lire a ciascun giocatore.

## Divise
La maglia per le partite casalinghe presentava i colori attuali.

## Organigramma societario
Area direttiva
- Presidente:  Aldo Mairano
- Segretario:  Mario Tosi

Area tecnica
- Massaggiatore:  Pelizza

## Rosa
| N. |                   | Ruolo | Calciatore          |
| -- | ----------------- | ----- | ------------------- |
|    | Italia (bandiera) | P     | Valerio Bacigalupo  |
|    | Italia (bandiera) | C     | Federico Allasio    |
|    | Italia (bandiera) | C     | Primo Andrighetto   |
|    | Italia (bandiera) | C     | Gino Callegari      |
|    | Italia (bandiera) | C     | Ermelindo Bonilauri |
|    | Italia (bandiera) | C     | Mario Genta         |
|    | Italia (bandiera) | C     | Aurelio Marchese    |

| N. |                   | Ruolo | Calciatore       |
| -- | ----------------- | ----- | ---------------- |
|    | Italia (bandiera) | C     | Giacomo Neri     |
|    | Italia (bandiera) | C     | Gipo Poggi       |
|    | Italia (bandiera) | C     | Andrea Verrina   |
|    | Italia (bandiera) | C     | Teresio Traversa |
|    | Italia (bandiera) | A     | Sergio Bertoni   |
|    | Italia (bandiera) | A     | Emilio Caprile   |
|    | Italia (bandiera) | A     | Adriano Zecca    |

## Calciomercato
| Acquisti | Acquisti | Acquisti | Acquisti |
| R.       | Nome     | a        | Modalità |
| -------- | -------- | -------- | -------- |

| Cessioni | Cessioni          | Cessioni                      | Cessioni |
| R.       | Nome              | a                             | Modalità |
| -------- | ----------------- | ----------------------------- | -------- |
| D        | Vittorio Sardelli | Marina Nazionale Repubblicana | prestito |
| C        | Pietro Sotgiu     | Marina Nazionale Repubblicana | prestito |